# Édouard Delessert
Pour les articles homonymes, voir Delessert.
Édouard Alexandre Henri Delessert est un peintre, archéologue et photographe français né à Paris le 15 décembre 1828 et mort dans la même ville le 27 mars 1898.

## Biographie

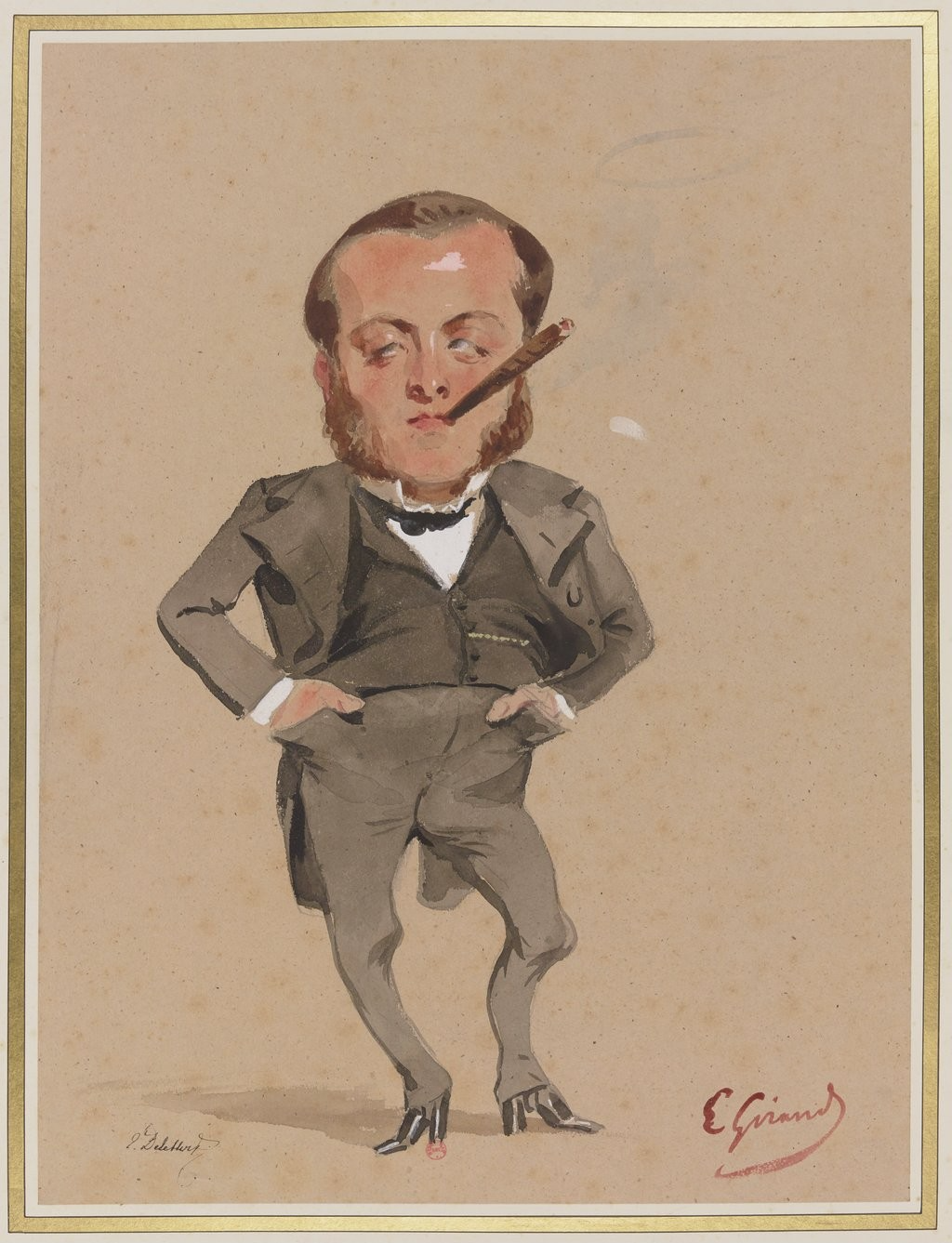
Pierre François Eugène Giraud, Les Soirées du Louvre : Édouard Delessert (1828-1898), Paris, BnF.

Issu d'une famille de banquiers calvinistes originaires de Genève mais installés d'abord à Lyon puis à Paris, fils de Gabriel Delessert (1786-1858) et de Valentine de Laborde (1806-1894), Édouard Delessert fut tout à la fois peintre, archéologue et surtout pionnier de la photographie en utilisant le calotype, tout comme son cousin germain Benjamin Delessert. Spirituel et intelligent, il fut un touche-à-tout talentueux.
Il commença par entreprendre des études de droit avant d'accompagner, en 1850, Félicien de Saulcy dans son voyage à la mer Morte et en Syrie, puis de visiter la Turquie, la Grèce, la Sardaigne et l'Italie. Collaborateur de la Revue de Paris de 1851 à 1858, fondateur de la revue critique L'Athenaeum, il se lance dans les affaires où il engloutit une grande partie de sa fortune, avant de dilapider le reste.
Prosper Mérimée, qui avait été l'amant de sa mère, fut son mentor en littérature et développa, dans les lettres qu'il lui adressa, quelques-uns de ses principes esthétiques.
Il meurt le 27 mars 1898, sans descendance.
Il est inhumé à Paris au cimetière de Passy, dans le tombeau de la famille Delessert.

## Œuvres

### Publications
- Voyage aux villes maudites, Sodome, Gomorrhe, Seboïm, Adama, Zoar, Paris, V. Lecou, 1853 (lire en ligne)  — Réédition en 1857 incluant Une nuit dans la cité de Londres et Une Soirée de hachich à Jérusalem (lire en ligne).
- Six semaines dans l'île de Sardaigne, Paris, Librairie nouvelle, 1855 (Lire en ligne)

### Photographies
- Île de Sardaigne : Cagliari et Sassari, 1854[2].